# Liste der denkmalgeschützten Objekte in Reuthe
Die Liste der denkmalgeschützten Objekte in Reuthe enthält die denkmalgeschützten, unbeweglichen Objekte der Gemeinde Reuthe im Bregenzerwald in Vorarlberg.

## Denkmäler
| Foto |                 | Denkmal                                                           | Standort                                      | Beschreibung | Metadaten |
| ---- | --------------- | ----------------------------------------------------------------- | --------------------------------------------- | --- | --- |
| ja   | Datei hochladen | Kapelle hl. Josef HERIS-ID: 23912 Objekt-ID: 20284                | bei Baien 25 Standort KG: Reuthe              | Die kleine Kapelle wurde im Jahr 1780 in sehr schlechtem Bauzustand wiederhergestellt. Aus dieser Zeit stammen auch die Holzdecke sowie zahlreiche Figuren im Inneren. Das Bild des heiligen Josef im kleinen Rokokoaltar ist mit 1862 bezeichnet. | BDA-Hist.: Q37880169 Status: Bescheid Stand der BDA-Liste: 2025-06-30 Name: Kapelle hl. Josef GstNr.: .54                                              |
| ja   | Datei hochladen | Kapelle hll. Wendelin und Martin HERIS-ID: 23913 Objekt-ID: 20285 | gegenüber Hinterreuthe 44 Standort KG: Reuthe | Der rechteckige Bau mit schindelgedecktem Satteldach stammt wahrscheinlich aus dem 17. Jahrhundert. Das Votivbild der beiden Heiligen im Altar aus dem 19. Jahrhundert ist mit 1672 bezeichnet.                                                    | BDA-Hist.: Q37880186 Status: Bescheid Stand der BDA-Liste: 2025-06-30 Name: Kapelle hll. Wendelin und Martin GstNr.: .33                               |
| ja   | Datei hochladen | Kapelle hl. Silvester HERIS-ID: 23914 Objekt-ID: 20286            | bei Hof 177 Standort KG: Reuthe               | Die Kapelle mit offenem Glockenstuhl stammt aus dem 18. Jahrhundert. | BDA-Hist.: Q37880203 Status: Bescheid Stand der BDA-Liste: 2025-06-30 Name: Kapelle hl. Silvester GstNr.: .67                                          |
| ja   | Datei hochladen | Kath. Pfarrkirche hl. Jakobus HERIS-ID: 23915 Objekt-ID: 20287    | Standort KG: Reuthe                           | Im 15. Jahrhundert im spätgotischen Stil errichtet und mehrfach umgebaut. Eine der ältesten Kirchen des Bregenzerwaldes mit einem gotischen Freskenzyklus aus dem zweiten Viertel des 15. Jahrhunderts.                                            | BDA-Hist.: Q1738792 Status: § 2a Stand der BDA-Liste: 2025-06-30 Name: Kath. Pfarrkirche hl. Jakobus GstNr.: .1 Pfarrkirche Hl. Jakobus d. Ä. (Reuthe) |